# Кьяри, Джузеппе Бартоломео
Джузеппе Бартоломео Кьяри (итал. Giuseppe Bartolomeo Chiari; 1654—1727) — итальянский живописец периода позднего барокко римской школы.

## Биография
Джузеппе Бартоломео, возможно, родился в Риме или в Лукке. Место его рождения точно не установлено, однако именно в Риме он жил с юных лет и получил образование.
Обучался живописи в Риме у Карло Маратты, был одним из любимых его учеников, ревностным последователем его неоклассицистического стиля.
В 1683 году стал создавать первые самостоятельные работы. Вслед за ними последовало много заказов: принца Урбано Барберини на роспись потолка Палаццо Барберини в Риме; цикл картин на аллегорические и мифологические сюжеты. Другим ответственным заказом от семейства Колонна явилась роспись потолка зала в Палаццо Колонна на сюжет «Апофеоз Маркантонио Колонна». Герой битвы при Лепанто, победитель турок Маркантонио Колонна изображён, подобно Зевсу, на горе Олимп. Покровительствовал художнику и папа Климент XI Альбани, поручая Кьяри престижные заказы.
Наиболее значительным заказом от папской курии явилась роспись «Святой Климент во славе» плафона церкви Сан-Клементе. Эти работы принесли Кьяри успех, его римскую мастерскую посещали знатные заказчики и путешественники. В 1708 году он выполнил четыре картины на сюжеты «Метаморфоз» Овидия для кардинала Фабрицио Спада в Палаццо Спада и написал несколько других картин для церквей в Риме. Картины Кьяри на религиозные и мифологические сюжеты отличаются особой изысканной грацией поз и движений изображаемых фигур.
К подобным произведениям, отвечавшим вкусу знатных заказчиков, относятся картины «Христос и самаритянка», «Поклонение волхвов», «Отдых на пути в Египет», «Купание Вирсавии». Подобные картины с лёгкими и грациозными фигурами персонажей Священного Писания или античных мифов на фоне пейзажа и с эффектами светотени Кьяри писал для курфюрста Саксонии, коллекционеров из Англии и Франции. В 1722 году Кьяри стал принцепсом (президентом) Академии Святого Луки. Он ввёл правило, чтобы каждый член Академии должен был подарить одно из своих произведений галерее Академии.
У Джузеппе Кьяри был брат Томас, жена Лукреция и восемь детей. Кьяри оказал значительное влияние на творчество римских художников того времени. Он умер на вершине своей славы в 1727 году в Риме и был похоронен в церкви Санта-Сусанна.

## Галерея

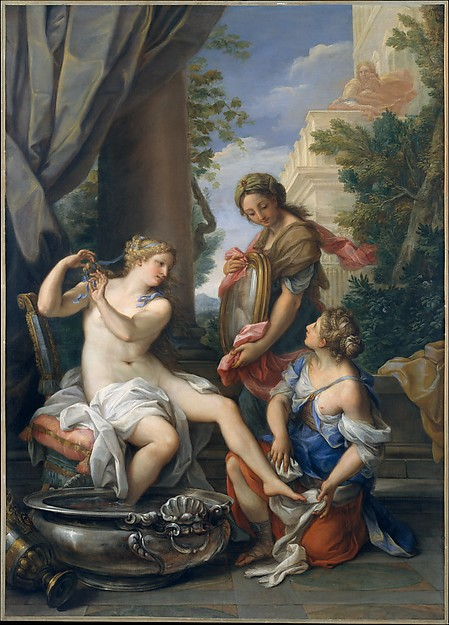
Купание Вирсавии. 1700. Холст, масло. Метрополитен-музей, Нью-Йорк
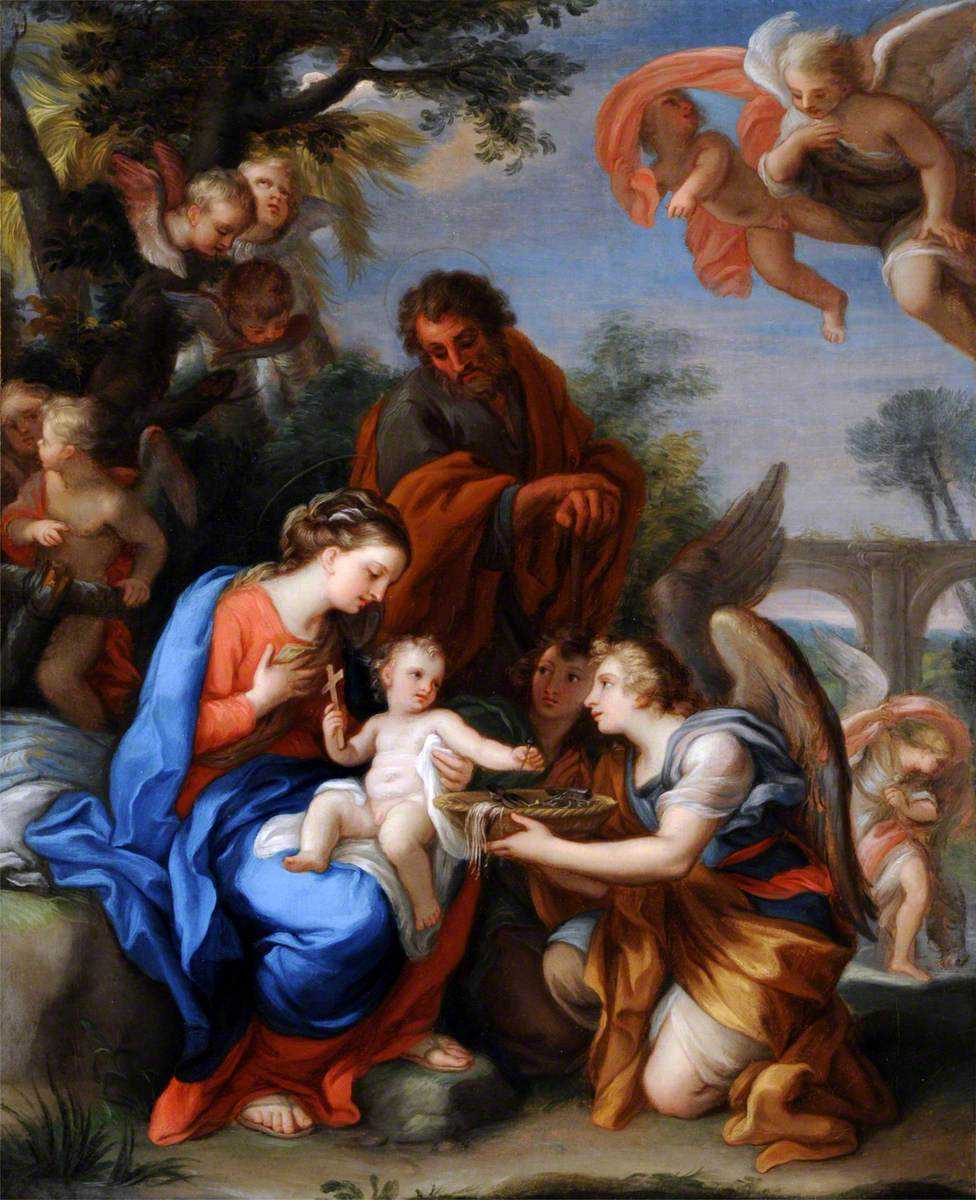
Отдых на пути в Египет с ангелами. Ок. 1675. Холст, масло. Национальный фонд, Великобритания
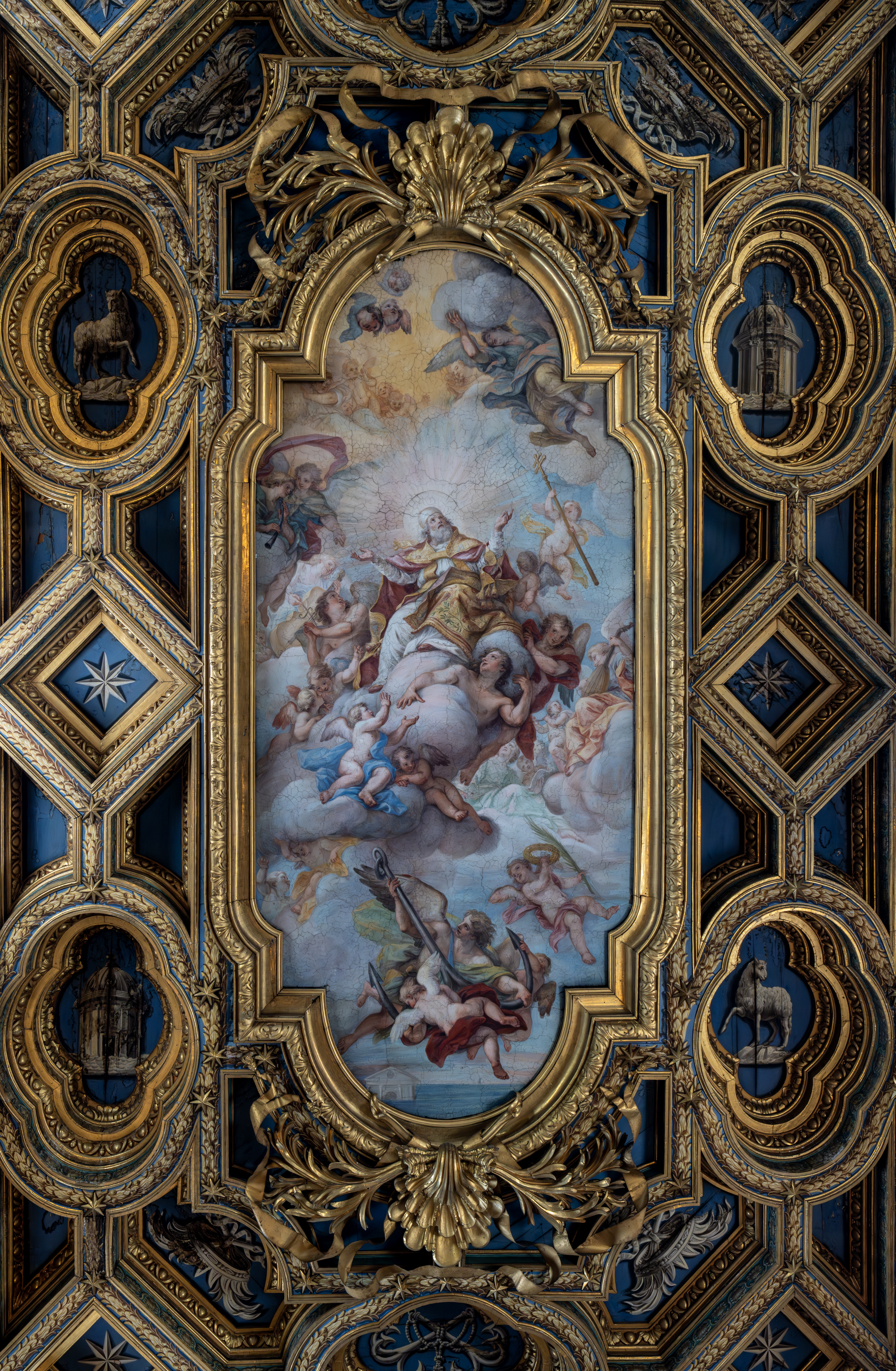
Святой Климент во славе (Апофеоз Святого Климента). 1714—1719. Фреска плафона церкви Сан-Клементе в Риме
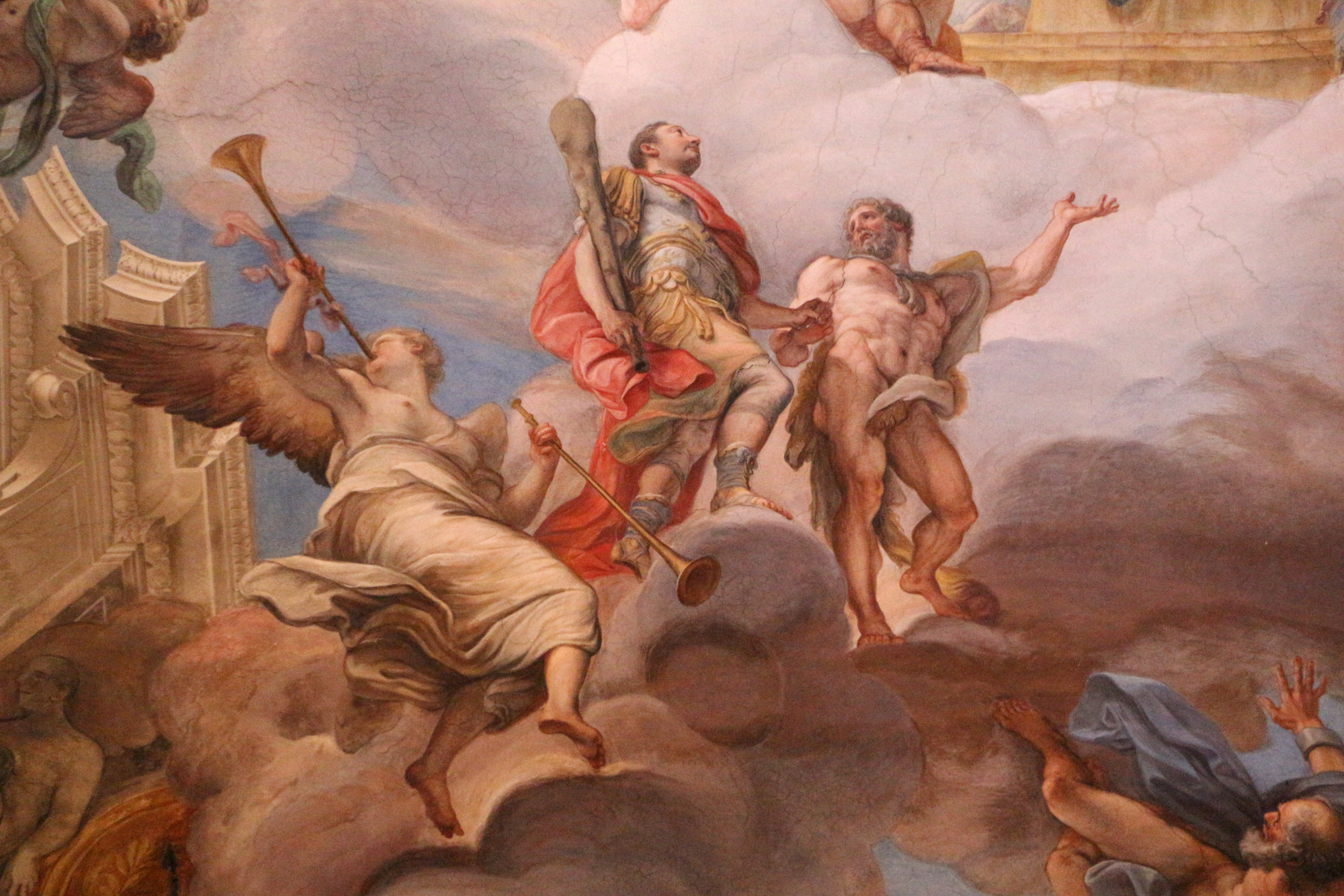
Представление на небесах Маркантонио Колонны Пресвятой Деве (Апофеоз Маркантонио Колонна). Деталь. Фреска. Палаццо Колонна, Рим
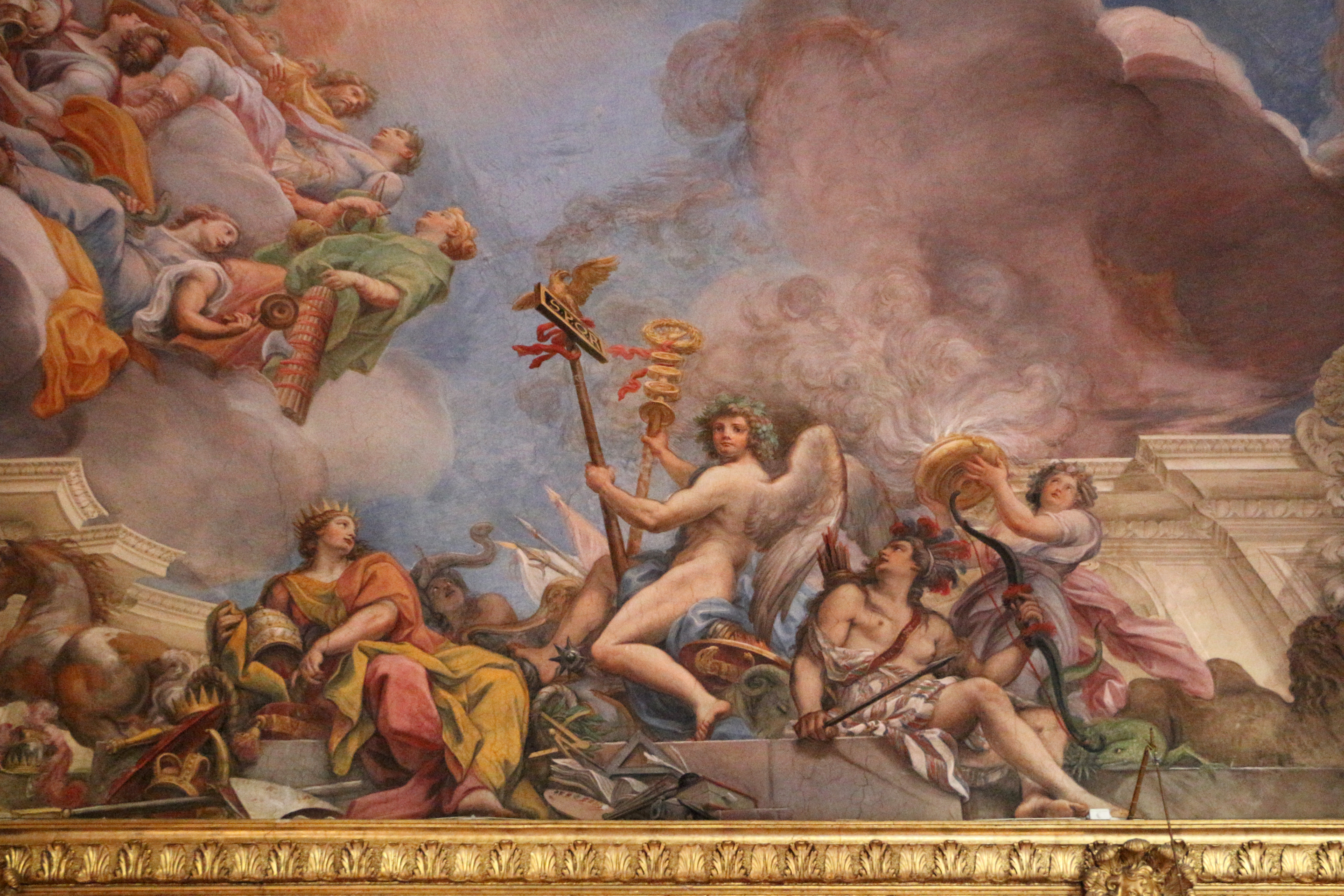
Представление на небесах Маркантонио Колонны Пресвятой Деве (Апофеоз Маркантонио Колонна). Деталь. Фреска. Палаццо Колонна, Рим
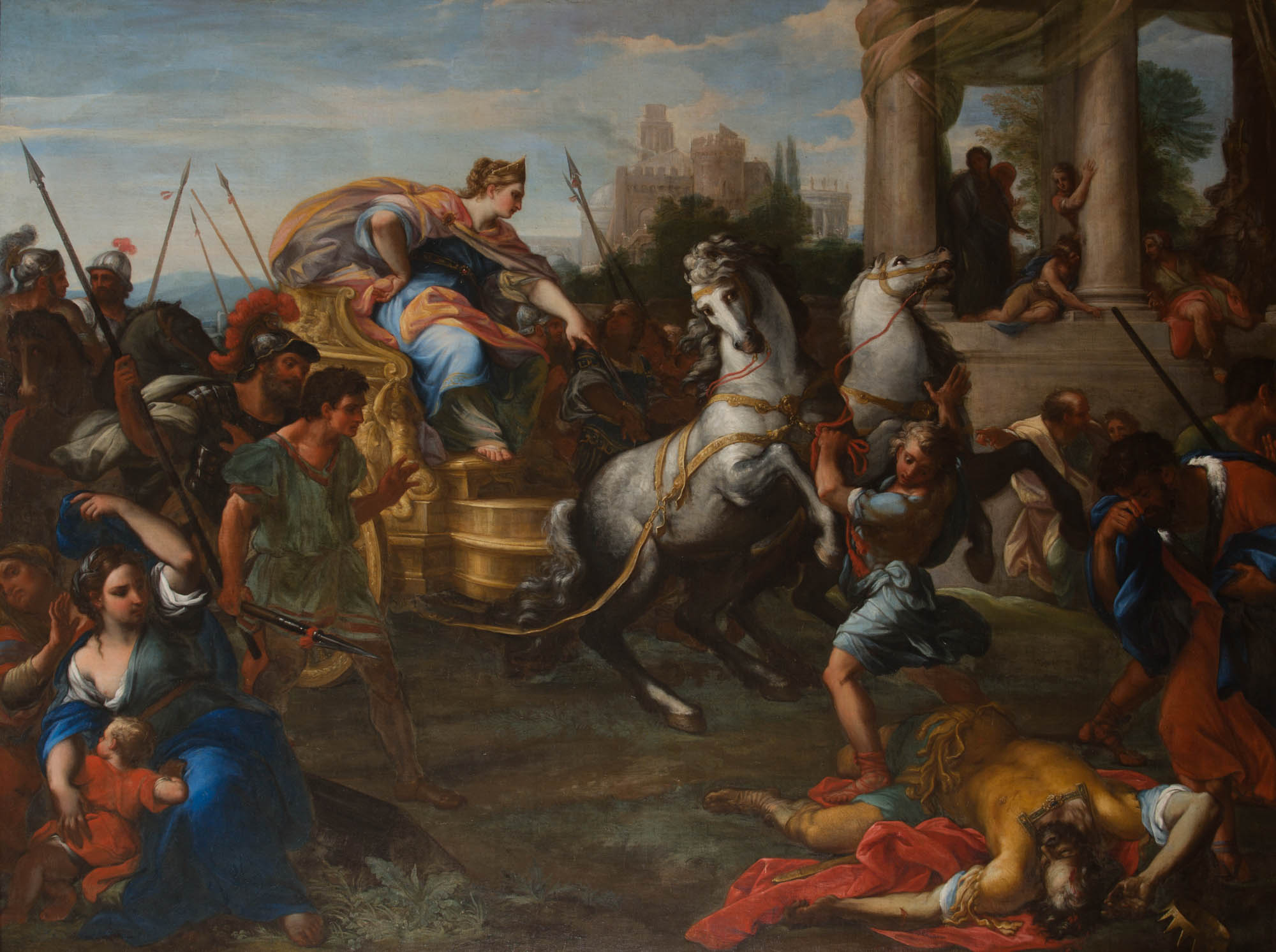
Туллия направляет колесницу на мёртвое тело своего отца Сервия Туллия. 1687
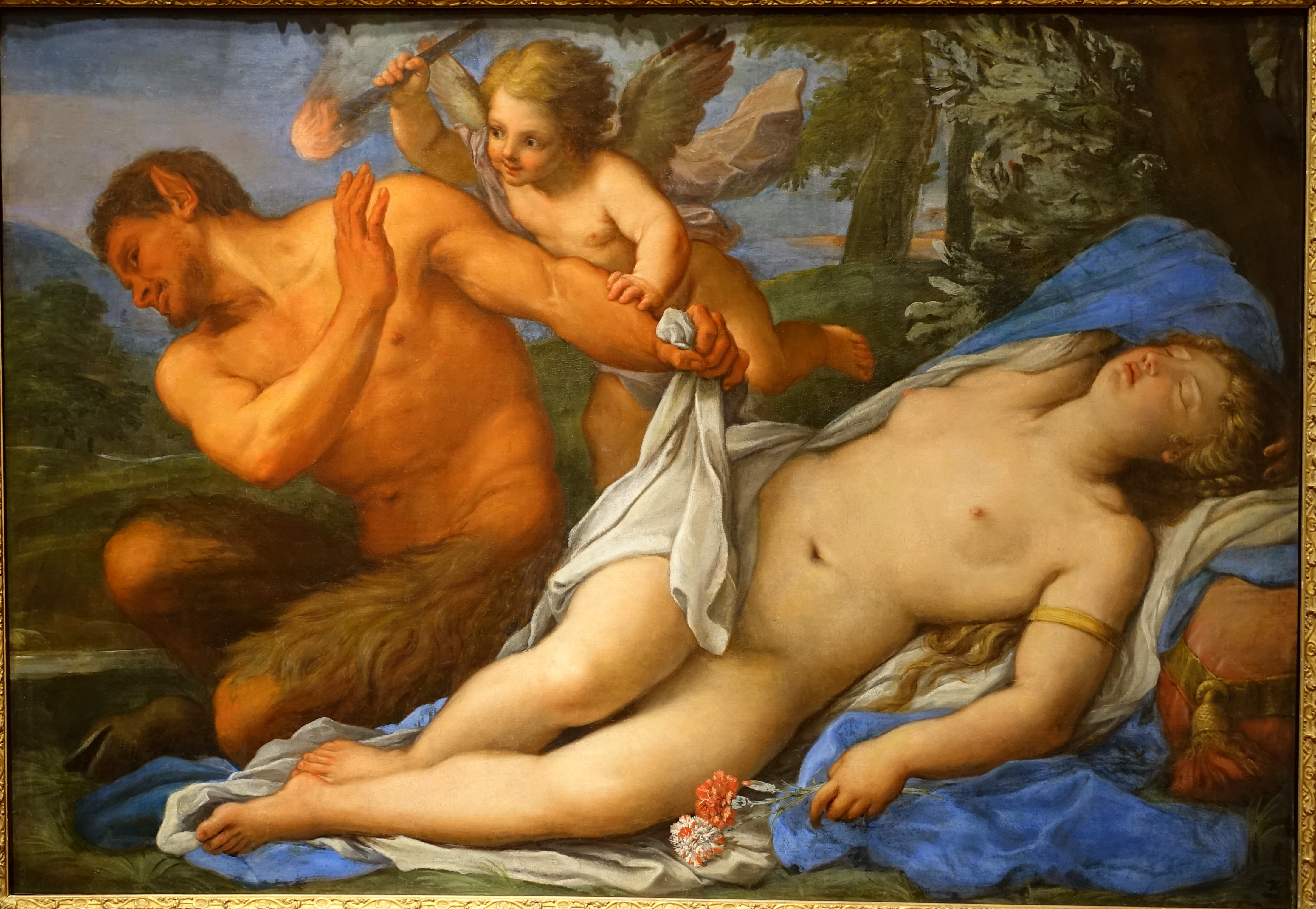
Купидон, подстрекающий сатира. Ок. 1720. Художественный музей Ринглинга, Сарасота, Флорида, США
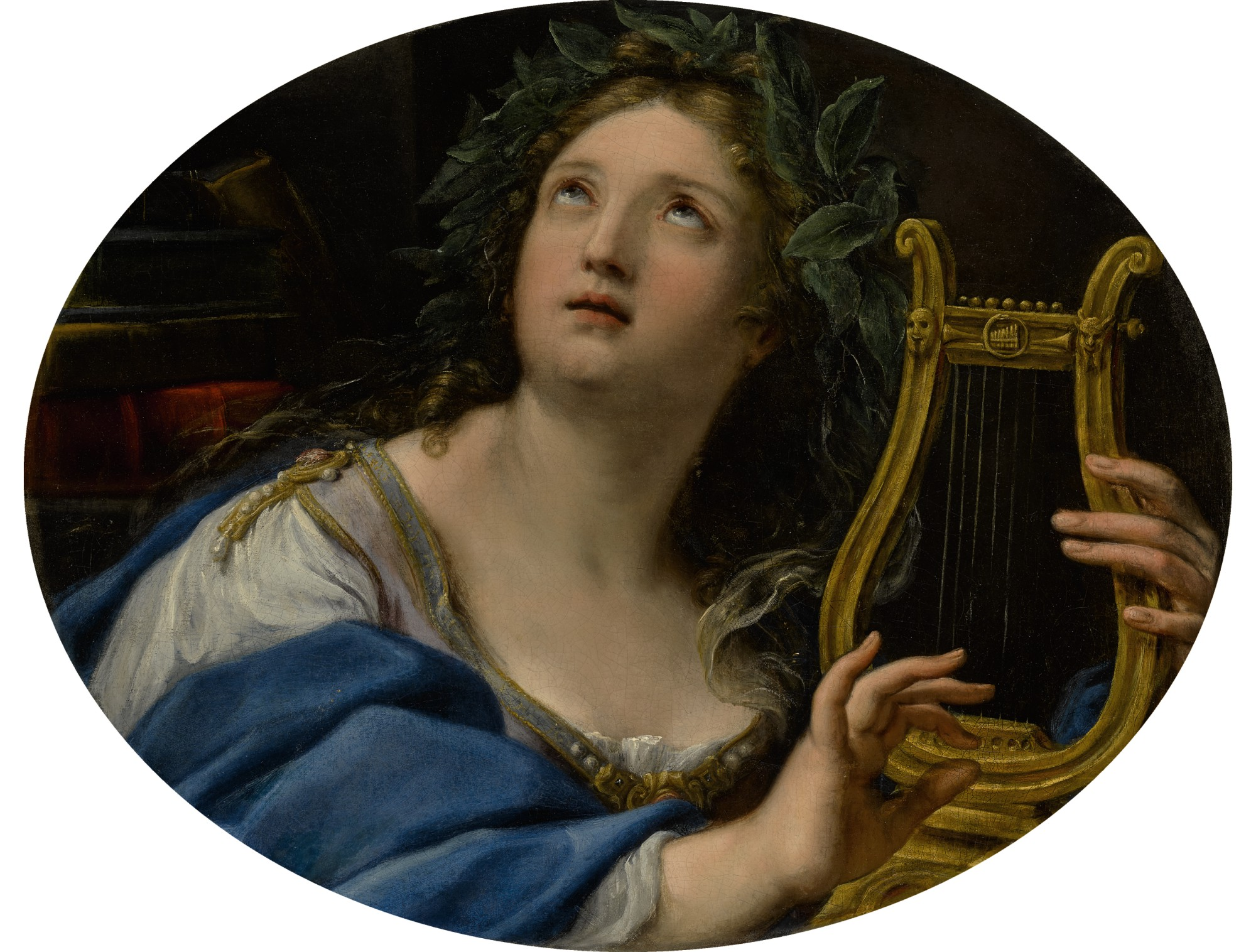
Муза Эрато. Частное собрание